# 4693 Drummond
A 4693 Drummond (ideiglenes jelöléssel 1983 WH) a Naprendszer kisbolygóövében található aszteroida. Edward L. G. Bowell fedezte fel 1983. november 28-án.